# IEEE Conference on Artificial Intelligence
IEEE Conference on Artificial Intelligence (IEEE 인공지능 컨퍼런스)는 다양한 형태의 인공지능의 광범위한 산업 적용과 사회적 영향에 초점을 맞춘 대규모 연례 컨퍼런스이자 전시회이다. 이 행사는 IEEE 컴퓨터 지능 협회, IEEE 컴퓨터 협회, IEEE 신호 처리 협회, IEEE 시스템, 인간 및 사이버네틱스 협회 가 공동 후원한다. 2023년 컨퍼런스에서는 교통 AI, 에너지 AI, 헬스케어 AI, 산업 AI, 지구 시스템 의사결정 지원 AI, AI의 사회적 영향 등 6개 업종에 초점을 맞췄다. 컨퍼런스에서는 일반적으로 관심 분야의 유명 인사들의 초청 강연, 선도 기업의 전시, 국제 작가들의 수백 편의 논문/포스터 전시가 진행된다.